# Grallenia arenicola
Grallenia arenicola es una especie de peces de la familia de los Gobiidae en el orden de los Perciformes.

## Morfología
- Los machos pueden llegar a alcanzar los 1,9 cm de longitud total y las  hembras 2,26.
- Número de  vértebras: 27-28.[1][2]

## Hábitat
Es un pez de Mar y, de clima tropical y demersal que vive entre 10-50 m de profundidad.

## Distribución geográfica
Se encuentra en el Pacífico norte: el Japón. 

## Observaciones
Es inofensivo para los humanos. 